# HK USP手槍
USP（德語：Universale Selbstladepistole，通用自動裝填手槍）為德國武器製造商黑克勒-科赫所研發的半自動手槍。

## 設計
HK本來試圖以過去開發成功的槍枝優點作為之後開發手槍的參考，其中過去HK開發的創新手槍包括擁有獨特扳機構造的P7、純雙動扳機模式的P9S和VP70Z等。1993年HK公司成功研發出了USP手槍後，代表著HK首次吸收了許多傳統的手槍設計元素，例如約翰·白朗寧的M1911。槍枝主要根據兩個原则而設計而成，一為聚合物材料作為原料，二是範式手槍的創造。USP使用較多的白朗寧手槍的設計，並與白朗寧的「Hi Power」類似，另外USP有固鎖待發模式。
USP的套筒是以整塊高碳鋼用工作母機加工而成，表面經過高溫並加氮氣處理，這種二次硬化處理能加強活動組件之耐磨性。滑套表面並經特殊防鏽蝕處理，其防鏽層深入金屬表層，使滑套的防鏽性更強。槍管則是由鉻鋼經冷鍛製成（冷鍛不會使金屬晶向改向改變），其槍管材質與砲管為相同等級的。
USP的底把則是以聚合塑膠製成，為避免套筒與槍身重量分佈不均，所以槍身內襯鋼架以降低手槍重心，增加射擊時的穩定性。為此USP手槍有另一項特殊設計：雙重復進簧裝置，由於當初USP手槍設計所選用的子彈為9×19公釐帕拉貝倫彈和.40 S&W，這種複式彈簧才能抵消這兩種子彈射擊的後座力，以增加USP快速射擊時的準確度。USP的槍管設有螺紋，能夠滿足用戶在不需進行額外改裝下即可裝上抑制器或其他槍口裝置的需求。
USP的擊針保險與擊鎚保險為模組式設計，同時扳機組亦有多種功能，能依射手的習慣來選擇。在設計時，USP汲取了格洛克手槍系列與SIG手槍系列各處的優點，如聚合塑膠的採用和套筒的構形，以及閉鎖機構等。USP亦首創了護弓前緣多用途溝槽，可加掛專用的雷射標定瞄準器或戰術燈，這使USP手槍成為第一款擁有完整配件以執行反恐與特種任務的槍種。
USP最初設計发射9毫米魯格彈以及.40 S&W，後來製造出的衍生型可以发射.45 ACP，而更後的開發的USP Compact系列，可以发射以上三種子彈規格還有Compact獨有的.357 SIG，其他USP衍生型包括USP Tactical（戰術型）、USP Expert（專家型）、USP Match（比賽型）、USP Elite（精英型）。

## 衍生型
HK USP的重製特色為對於扳機的改變：扳機形式上快速更動，目前有9種修改版本（HK官方稱之為衍生型）。對於左撇子的使用者，USP可以切換控制功能而給左撇子使用，USP也可以在扳機/射擊模式上做更換，扳機模式包括雙動/單動（DA/SA）、純雙動（DAO）。
- 衍生型一代、衍生型二代：雙動/單動扳機、擊錘降下桿、保險
- 衍生型三代、衍生型四代：雙動/單動扳機、擊錘降下桿、無保險
- 衍生型五代、衍生型六代：純雙動扳機、保險
- 衍生型七代：純雙動扳機、無控制保險
- 衍生型八代、衍生型九代：雙動/單動扳機、保險、無擊錘降下桿

## 採用
HK USP目前被部份國家的軍隊和執法機關選為制式配槍使用。但比起常規部隊，它更受特種部隊或特種警察單位的歡迎。在民間市場方面，雖然USP系列在美國是合法的民用槍械，但由於價錢較昂貴，故主要的買家都是槍械愛好者或影迷。
目前有兩個國家的部隊採用改裝過的USP，分別為希臘及馬來西亞的軍隊。黑克勒-科赫根據協議，允許雙方自行改槍，而馬來西亞版本則供第10傘兵團使用。馬來西亞皇家警察也使用发射9毫米魯格彈的USP戰術型及緊湊型手槍，並且給傘下的特別行動指揮部幹員使用，取代過去東馬來西亞警察使用的白朗寧大威力半自動手槍以及HK P9S半自動手槍。

## 使用國

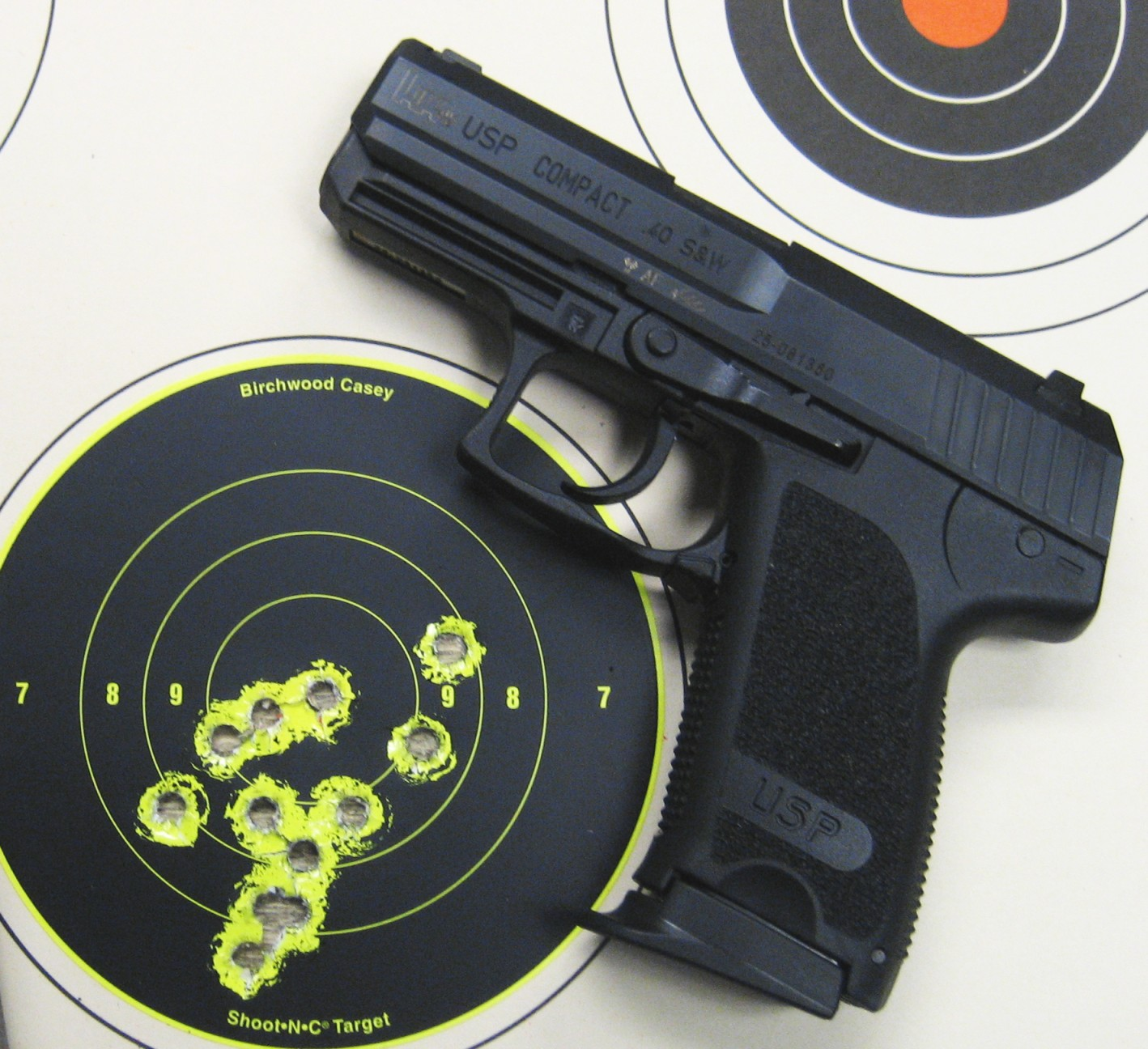
USP Compact

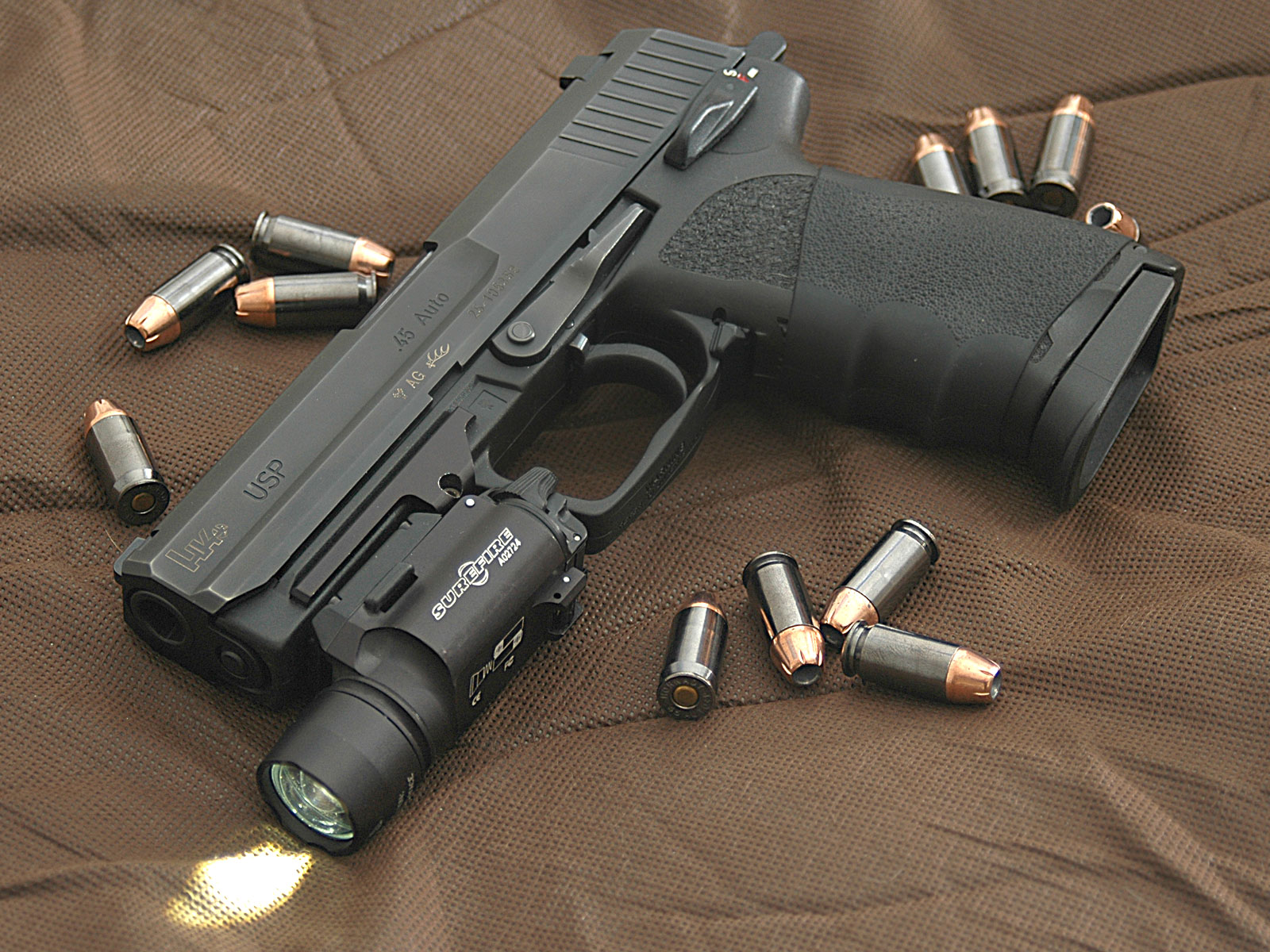
USP配上手電筒

- 阿尔巴尼亚
  - 阿爾巴尼亞地面部隊（英语：Albanian Land Force）特種作戰團（英语：Special Operations Regiment (Albania)）
  - 阿爾巴尼亞警察（英语：Albanian Police）武裝份子掃蕩部門（英语：RENEA）
- 阿尔及利亚
- 阿根廷
- - 澳洲聯邦警察空中安全人員（USP9）
  - 西澳洲警察（英语：Western Australian Police）戰術反應組（英语：Tactical Response Group）（USP戰術型.45）
  - 澳洲陸軍特種作戰司令部（USP9）
  - 澳洲陸軍戰術突擊群（USP戰術型9mm）
  - 昆士蘭警察（英语：Queensland Police）特別緊急反應隊（英语：Special Emergency Response Team）
  - 維多利亞警察特別行動組（英语：Victoria Police Special Operations Group）
- 巴西
- 加拿大
  - 警察機關
- 賽普勒斯
  - 塞浦路斯國民警衞隊
- 丹麦
  - 丹麥警察（USP緊湊型9mm）
  - 丹麥皇家陸軍獵人軍團（英语：Jægerkorpset）（USP9）
- 埃及
- 爱沙尼亚
  - 愛沙尼亞國防軍（USP9）
- 芬兰
- 法國
  - 法國海軍（USP緊湊型9mm）
  - 法國陸軍第1海軍陸戰傘降團（USP戰術型）
- - 喬治亞武裝部隊（USP9）
- 德国
  - 德國聯邦國防軍（P8、P12）
  - 德國聯邦警察GSG 9
  - 德國州警察（英语：Landespolizei）（USP緊湊型）
- 希腊
  - 希臘海岸警衛隊（USP緊湊型9mm）
  - 希臘警察（USP緊湊型9mm）
- 匈牙利
- 印度尼西亞
- 愛爾蘭
  - 愛爾蘭國防軍（USP9系列）
- 義大利
- 日本
  - 日本警察廳特殊急襲部隊（USP9）
  - 警視廳公安部
  - 陸上自衛隊特殊作戰群（USP9）
- 约旦
- 拉脫維亞
  - 拉脫維亞武裝部隊（英语：Latvian Armed Forces）（USP9）
- 列支敦斯登
  - 警察單位
- 立陶宛
  - 立陶宛军队（USP9）
- 盧森堡
  - 大公國警察（英语：Grand Ducal Police）特別單位（英语：Unité Spéciale de la Police）
- 马来西亚
  - 馬來西亞武裝部隊
  - 人民志願軍（英语：The People's Volunteer Corps）（USP緊湊型9mm）
  - 馬來西亞皇家警察（USP緊湊型9mm）
  - 馬來西亞皇家警察特別行動指揮部（USP緊湊型、USP戰術型）
  - 馬來西亞移民局（USP緊湊型9mm）
- 模里西斯
  - 毛里求斯警察部隊（英语：Military of Mauritius）（P8、P12）
- 墨西哥
  - 墨西哥武裝部隊
  - 墨西哥聯邦警察（英语：Federal Police (Mexico)）
- 新西兰
  - 紐西蘭特種空勤團
- 挪威
- 巴基斯坦
  - 三軍情報局
- 巴拿马
- 波蘭
  - 波蘭武裝部隊行動應變及機動組
- 葡萄牙
  - 葡萄牙治安警察局（英语：Polícia de Segurança Pública）
  - 葡萄牙國民警衛隊（英语：Portuguese National Guard）
  - 葡萄牙空軍
  - 監獄守衛
- 羅馬尼亞
  - 特種保護及干預支隊
- 塞爾維亞
  - 塞爾維亞陸軍（英语：Serbian Army）特別旅（英语：Special Brigade）（USP9）
- 新加坡
  - 新加坡警察部隊（特別行動指揮處、刑事調查及要員保護單位；USP緊湊型）
  - 中央肅毒局 (新加坡)特遣部隊
- 南非
  - 南非警察局（英语：South African Police Service）特別任務部隊（USP9、USP緊湊型9mm）
- - 大韓民國警察廳警察特攻隊
  - 大韓民國陸軍第707特殊任務營
  - 大韓民國海洋警察廳海洋警察特攻队
  - 國防情報本部
- 西班牙
  - 西班牙武裝部隊（USP緊湊型9mm、USP戰術型9mm）
  - 西班牙國家警察部隊（英语：National Police Corps）（USP9、USP緊湊型9mm、USP戰術型9mm）
  - 海關監控局（英语：Customs Surveillance Service）（USP緊湊型9mm）
  - 西班牙國民警衛隊（USP緊湊型9mm）
- 瑞士
  - 警察單位
- 中華民國
  - 內政部警政署維安特勤隊
  - 憲兵特勤隊
  - 警備總部保安處特勤隊
- 泰國
  - 泰國皇家海軍
- 千里達及托巴哥
- 土耳其
- 乌克兰
  - 烏克蘭安全局阿爾法小組
- 英国
  - 北威爾士警察
- 美国
  - 聯邦飛行總監（英语：Federal Flight Deck Officer）（USP緊湊型.40）
  - 多個地方警察部門
  - 國土安全部
  - 美國移民及歸化局（USP緊湊型.40）
- 乌拉圭
  - 警察部門

## 流行文化

### 電影
- 2000年—《綁票驚爆點（英语：The Way of the Gun）》：型號為USP9，由杰弗斯（泰·迪哥斯飾演）和奥貝克斯（尼基·凱特飾演）所使用。
- 2001年—：型號為USP9 Match，由主角蘿拉·卡芙特（安吉麗娜·朱莉飾演）雙持使用。
- 2004年—：型號為USP.45，由主角文森（湯姆·克魯斯飾演）所使用。
- 2007年—《神鬼認證：最後通牒》：型號為USP9 Compact  Tactical，由美國中央情報局黑薔薇計畫部署在摩洛哥的探員戴許所使用。
- 2007年—：型號為USP9，配有不銹鋼滑套，由卡洛斯·奧利維拉（歐迪·費爾飾演）雙持使用。奇怪地在部份鏡頭會變成金牛座PT92AF。
- 2008年—：型號為USP Compact，由火狐（安潔莉娜·裘莉飾演）及韋斯利·吉布森（詹姆斯·麥艾維飾演）所使用；USP Match由其中一名殺手所使用。
- 2008年—：型號為USP Compact，由隸屬中央情報局特別行動組的主角羅傑·費里斯（里安納度·狄卡比奧飾演）所使用。
- 2010年—《突擊（英语：L'Assaut）》：型號為USP9，由一名GIA恐怖組織成員所使用，奇怪的會出現在1994年。
- 2010年—：為雙色版，由丹潘（冷石·史蒂夫·奧斯汀飾演）所使用。
- 2011年—：型號為USP9，由亞瑟·畢夏（傑森·史塔森飾演）所使用。
- 2011年—《青蜂俠》：型號為USP Compact，由加藤（周杰倫飾演）所使用。
- 2012年—：型號為USP9雙色版，由路瑟·威斯特（布利斯·高祖飾演）所使用，曾雙持。
- 2014年—：由壕溝·毛瑟（阿諾·史瓦辛格飾演）和高戈（安東尼奧·班德拉斯飾演）所使用。
- 2015年—：型號為USP.45，由主角李歐·巴恩斯警長（法蘭克·葛里洛飾演）所使用。
- 2015年—：型號為USP9，曾裝上消聲器，由多名打手所使用，其中一枝被主角吉姆·泰瑞爾（西恩·潘飾演）所繳獲。
- 2015年—：型號為USP Compact，由詹姆斯·阿諾德的綁架者、教會信徒及里奇蒙·范倫坦的打手所使用，亦曾被蓋瑞·「伊格西」·安文（泰隆·艾格頓飾演）及哈利·哈特（柯林·佛斯飾演）所繳獲。
- 2017年—《全面封鎖》：USP9由美國中央情報局探員艾莉絲瑞辛所使用。
- 2018年—：型號為USP9 Match，電影片尾由主角蘿拉·卡芙特（艾莉西亞·維肯特飾演）雙持使用。

### 電視劇
- 2003年—《極限權利第二季》：USP9於第1集由法國特種部隊成員所使用，也於第6集被米克·莫所使用。
- 2003年—2010年—《24小時反恐任務》：USP Compact 9mm為主角傑克·鮑爾（基弗·薩瑟蘭飾演）的佩槍。
- 系列：USP Compact .45 ACP 作为主要角色莎敏·蕭（莎拉·夏希飾演）的主要用枪多次出现。

### 電子遊戲
- 1999年—：型號為USP.45，命名為「K&M .45戰術手槍」。為反恐部隊的基本武器，恐怖份子也能夠在購買列表中購買使用。使用深藍色槍身，並能加裝滅音器。奇怪地在彈匣內仍有子彈的情況下重新裝填時滑套會自動鎖定。
- 2001年—：型號為USP9，命名為「USP」。
- 2003年—：型號為USP.45，命名為「K&M .45戰術手槍」。為反恐部隊的基本武器，恐怖份子也能夠在購買列表中購買使用。能加裝滅音器。多人遊戲時使用淺藍色槍身，刪除片段時則使用黑色槍身。奇怪地在彈匣內仍有子彈的情況下重新裝填時滑套會自動鎖定。
- 2004年—：型號為USP.45，命名為「K&M .45戰術手槍」。為反恐部隊的基本武器，恐怖份子也能夠在購買列表中購買使用。使用銀色不銹鋼滑套及黑色底把，並能加裝滅音器。奇怪地在彈匣內仍有子彈的情況下重新裝填時滑套會自動鎖定。
- 2004年—：型號為USP9比賽型，不鏽鋼滑套，命名為“9mm pistol”（9mm手枪）。
- 2004年—：型號為USP9比賽型，不鏽鋼滑套，命名為“USP Match”。
- 2004年—《突击风暴》
- 2005年—《生化危機4》
- 2006年—：型號為USP9比賽型，不鏽鋼滑套，命名為“USP Match”。
- 2006年—：命名为“SLP .40手枪”，归类为手枪，在大部分关卡中被普通守卫使用。
- 2007年—《Online》：隨遊戲登場武器，型號為USP.45，命名為「K&M .45戰術手槍」。為反恐部隊的基本武器，恐怖份子也能夠在購買列表中購買使用。使用淺藍色槍身，並能加裝滅音器。此外並有紅色和戰損版本。奇怪地在彈匣內仍有子彈的情況下重新裝填時滑套會自動鎖定。
- 2007年—：型號為USP戰術型。
- 2007年—《穿越火线》：型號為USP.45戰術型，命名為「USP」。
- 2007年—：型號為USP9比賽型，不鏽鋼套筒，命名為“USP Match”。
- 《決勝時刻》系列的《現代戰爭》系列三部曲：
  - 2007年—及重製版：型號為USP.45，使用黑色槍身，裝上了來自SOCOM手槍的LAM模塊（無法使用），奇怪地擊鎚不會自動扳起（重製版修正了這個問題）。戰役模式中由英國陸軍特種空勤團及中東某國叛軍所使用。聯機模式於等級1解鎖，並能使用滅音器改裝。
  - 2009年—及重製版：型號為USP.45，黑色槍身，裝上了戰術燈（無法使用；重製版中改為SOCOM手槍的LAM模塊），奇怪地擊鎚不會自動扳起（重製版中修正了這個問題）。戰役模式中由141特遣隊、俄羅斯極端民族主義黨武裝力量及俄羅斯聯邦安全局特種部隊所使用。聯機模式於等級4解鎖，並能使用消音器、全金屬披甲彈（英语：Full metal jacket bullet）、雙持、戰術刀及延長彈匣（增至18發）。
  - 2011年—：型號為USP.45（單人模式）和USP.45戰術型（聯機模式），使用黑色槍身，裝上了戰術燈（無法使用），奇怪地擊鎚不會自動扳起。戰役模式中由英國陸軍特種空勤團、美國陸軍三角洲特種部隊合金分隊、141特遣隊及非洲民兵所使用。聯機模式及生存模式皆於等級1解鎖，並能使用滅音器、雙持、戰術刀及延長彈匣（增至18發）。
- 2009年—《生化危機5》：與採用了原創設計的4代不同，本作使用的是現實的版本。
- 2012年—：型號為USP.45，命名為「USP-S」(取“USP消音版”之意)，黑色槍身，能裝上滅音器。奇怪地没有無彈後定（在續作《絕對武力2》的2025年8月更新中修正了換彈動作，並增加了“戰術性”換彈動作，不過在殘彈數並非為0時換彈玩家角色仍然會拉動滑套），以及擊鎚不會自動扳起。
- 2012年—《戰爭前線》：型號為USP.45，命名為“H&K USP”，在槍上加裝瞄準鏡橋，以副武器之姿出现并可被所有职业使用，使用12發彈匣供彈，K點購買，可以改裝枪口配件（通用消音器、手槍消音器、手槍制退器、手槍刺刀）以及瞄准镜（EOTECH 553全息瞄准镜、绿点全息瞄准镜、红点瞄准镜），擁有雪地迷彩塗裝版本，強化威力與載彈。
  - 中國大陸伺服器尚未實裝通常版；雪地迷彩版本所有伺服器均已實裝，可以通過抽獎、K點購買或者通關生存模式地圖“冷鋒行動”獎勵箱獲得。
- 2013年—《絕對武力Online 2》：型號為USP Match，命名為“USP”。為反恐小組的基本武器，恐怖份子也能夠在購買列表中購買使用。可加裝滅音器。奇怪地在彈匣內仍有子彈的情況下重新裝填時滑套會自動鎖定。
- 2013年—《2》：型號為USP.45戰術型（預設）、專家型（使用專家滑套）及比賽型（使用比賽滑套），預設載彈量為13發。
- 2015年—《惡靈古堡：啟示2》：命名為「手槍P10」。戰役模式可於第三章取得。突擊模式則隨機掉落或出現在商店。
- 2015年—：型號為USP.45戰術型與USP.40緊湊型，前者命名為「P12」，奇怪地可裝填16發子彈，由德國聯邦警察第九國境守備隊幹員所使用；後者命名為「USP.40」並由西班牙反恐特別行動小組幹員所使用。
- 2016年—《少女前線》：命名為「USP Compact」。
- 2017年—：型號為USP.45，命名為“SPL.45”。
- 2019年—《惡靈古堡2 重製版》：型號為USP9，命名為“MUP”。為第四生還者模式主角HUNK的武器之一。
- 2019年—《明日方舟》：來自《虹彩六號：圍攻行動》、原德國聯邦警察第九國境守備隊所屬的重裝幹員Blitz使用USP.45戰術型（即P12手槍的原型）作搭配其標誌性的閃光盾牌的武器。
- 2020年—《惡靈古堡3 重製版》：型號為USP9，命名為“無限MUP手槍”。具有無限彈藥能力，重復使用《惡靈古堡2 重製版》模型。任意難度通關後以8000P購買即可解鎖使用。
- 2021年—《嚴陣以待》：型號為USP.45，命名為“USP45”。
- 2023年—《生化危機4 重製版》：主角里昂的初始武器之一，命名為「SG-09R」，使用不鏽鋼框架，握柄部分採用了原創設計。
- 2024年—《決勝時刻：黑色行動6》：型號為USP.45，命名為“GS45”，載彈量為10發。時代錯誤地出現在1991年。
- 2024年—《浩劫殺陣2：車諾比之心》：型號為USP.45戰術型，命名為「UDP Compact」，奇怪地載彈量為15發。

### 輕小說
- 2008年—《緋彈的亞莉亞》（日語：緋弾のアリア；Aria the Scarlet Ammo）：第十一卷「G之血族」（日語：Gの血族），型號為USP.45，由GⅢ／遠山金三（第十二卷起）所使用，和遠山金次所使用的貝瑞塔92FS不鏽鋼型和沙漠之鷹一樣可全自動射擊，使用了戰術裝填使其裝彈量逹到13發。

### 漫畫
- 2012年—《亞人》（日語：亜人；Ajin: Demi-Human）：在佐藤襲擊入間基地時，從警備隊員身上搶奪過來使用。

## 外部連結
- Manufacturer's website （页面存档备份，存于）
- Operator's manual
- Modern Firearms
- HKPro.com （页面存档备份，存于）
- H&K USP .45 pictorial